# استنلی نورمن کوهن
 استنلی نورمن کوهن (انگلیسی: Stanley Norman Cohen؛ زادهٔ ۳۰ ژوئن ۱۹۳۵) یک نسل‌شناس اهل ایالات متحده آمریکا است.
وی همچنین برنده جوایزی همچون مدال ملی فناوری و نوآوری شده است.